# 迪恩公墓

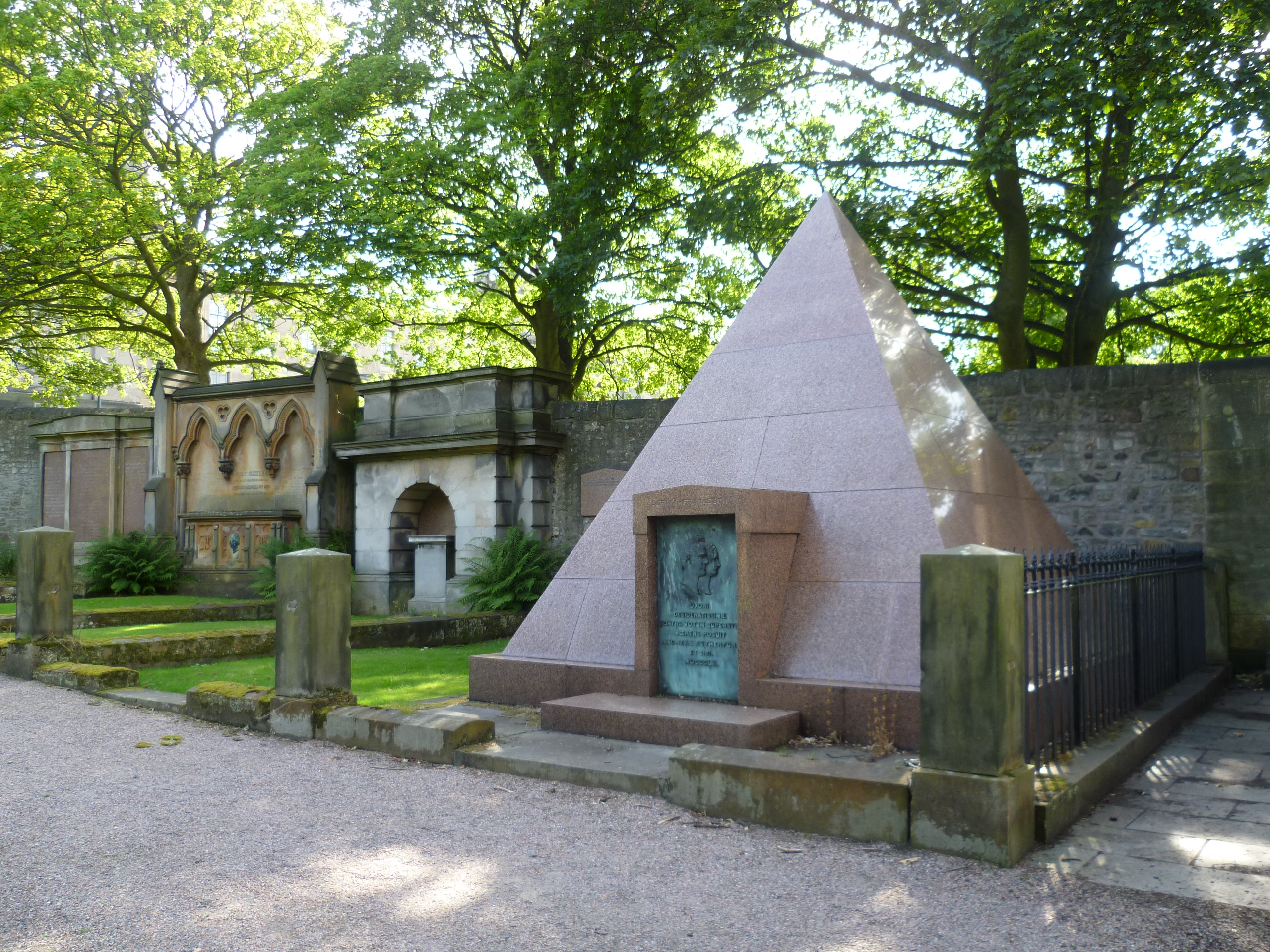
迪恩公墓的墓碑

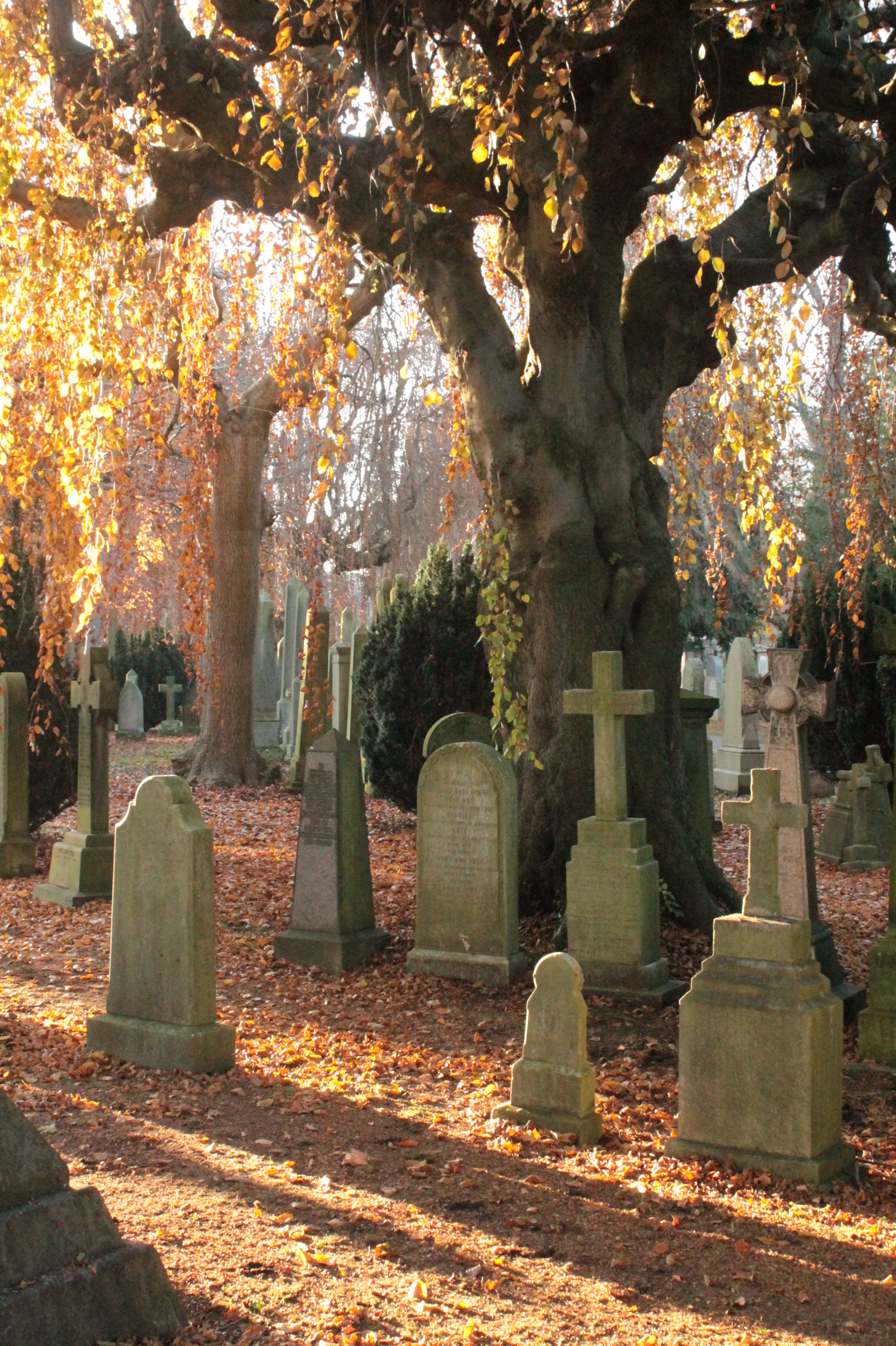
秋天的迪恩公墓

迪恩公墓（Dean Cemetery）是位於蘇格蘭愛丁堡迪恩村（Dean Village）北部的一個公墓，靠近利斯河。迪恩畫廊位於其附近。包括約瑟夫·貝爾在內的許多愛丁堡名人安葬於此。
迪恩公墓原稱西愛丁堡公墓（Edinburgh Western Cemetery），由大衛·庫辛設計建造於1846年。1871年向北擴建。

## 外部連接
- Official website （页面存档备份，存于）

55°57′12″N 3°13′20″W / 55.95333°N 3.22222°W